# Priroda (Modul)
Priroda (russisch Природа ‚Natur‘) ist der Name des letzten von sechs wissenschaftlichen Modulen, mit denen die russische Raumstation Mir bis 1996 erweitert wurde. Der Einsatz von Priroda wurde insbesondere durch Zusammenarbeit der Raumfahrtnationen USA und Russland ermöglicht. Priroda wurde hauptsächlich zur Erdbeobachtung genutzt und beherbergte neben geophysikalischen Forschungseinrichtungen Experimente von zwölf Nationen.

## Entwicklung

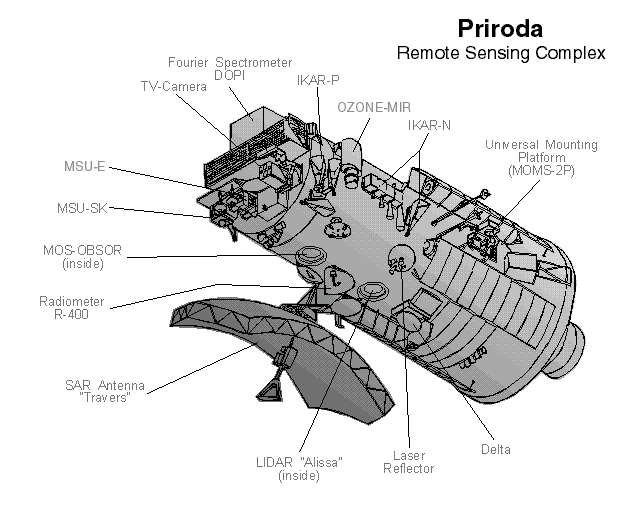
Grafik mit Übersicht der Außenanbauten

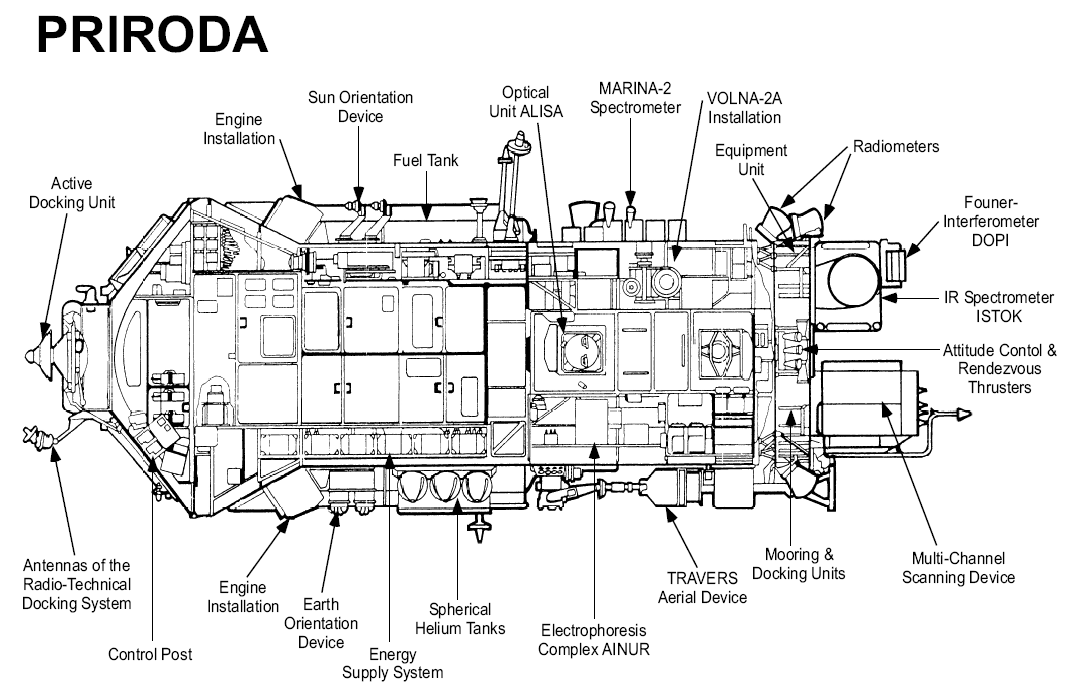
Aufbau des Priroda-Moduls

Ursprünglich war Priroda zur kombinierten militärischen und zivilen Fernerkundung der Erde geplant. An Bord sollten neue weltraumgestützte Erkundungseinrichtungen für militärische Beobachtungen und zum Aufspüren von Bodenschätzen erprobt werden. Wie bereits bei den vorhergehenden Modulen setzte der Hersteller Tschelomei auf die bewährten TKS-Module, um den Bau schnell und kostengünstig umsetzen zu können. Allerdings verzögerte sich der Bau insbesondere durch ständig wechselnde politische Interessen um mehrere Jahre. Nach dem Zusammenbruch der Sowjetunion im Jahr 1992 wurden schließlich sämtliche Mittel, insbesondere für militärische Weltraumprojekte, ersatzlos gestrichen, so dass die Arbeiten an Priroda eingestellt werden mussten und das Modul zusammen mit dem bereits weitgehend fertiggestellten Spektr-Modul beim Hersteller konserviert wurde.
Bereits ein Jahr später einigten sich die beiden großen Weltraumnationen USA und Russland 1993 auf ein gemeinsames ziviles Raumfahrtprogramm. Um eigene Erfahrungen zum Bau und Betrieb einer Raumstation zu erhalten, bot die NASA eine Beteiligung am Betrieb der Raumstation Mir an. Neben einer pauschalen Zahlung von 400 Millionen US-Dollar stellte die NASA zusätzliche Mittel zur Fertigstellung und zum Start der Module Spektr und Priroda bereit. Im Gegenzug verpflichtete sich Russland, US-amerikanische Ausrüstung anstelle der militärischen Einrichtungen in den Modulen unterzubringen und US-amerikanischen Astronauten Langzeitaufenthalte an Bord der Mir zu ermöglichen.
Eigentlich sollte Priroda wie die vorhergehenden Module ebenfalls mit Solarzellen ausgerüstet werden. Allerdings verzögerte sich zum einen der Bau und die Montage der Solarzellen, zum anderen bot die Mir mit zunehmendem Ausbau nicht mehr genügend Raum, um die Solarzellen im All entfalten zu können. Weiterhin nahm das Gewicht von Priroda durch den internationalen Umbau immer weiter zu, so dass zunächst auf den Einbau eines in Flugrichtung weisenden Solarmoduls verzichtet und die Versorgung durch andere Module der Mir, insbesondere Spektr, vorgesehen wurde. Für die Erprobung der Funktionen im All erhielt Priroda statt der Solarzellen eine von Batterien gespeiste Versorgungseinheit, die für die Dauer des autonomen Fluges den Betrieb der Systeme sicherstellen sollte.

## Start und Installation

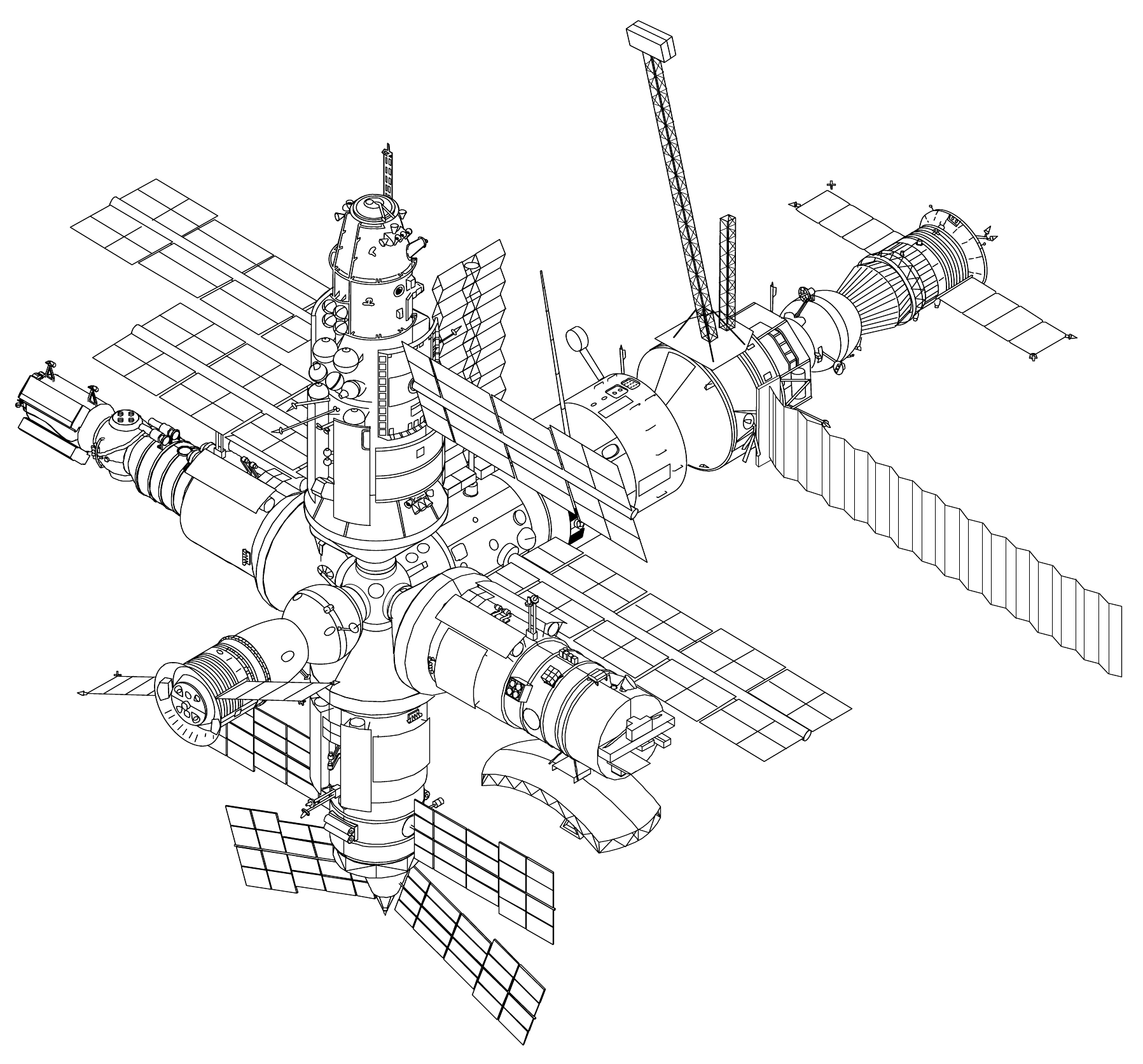
Schema vom Endausbau der Mir nach Installation von Priroda (vorne rechts)

Wegen Umbauarbeiten aufgrund der geänderten Anforderungen und der parallelen Fertigstellung des Spektr-Moduls konnte Priroda erst am 23. April 1996 an Bord einer Proton-Rakete von Baikonur gestartet werden. Aufgrund eines Fehlers in der Elektrik brach direkt beim Eintritt in den Erdorbit rund die Hälfte der Stromversorgung zusammen. Ohne eigene Solarzellen blieb trotz Abschaltung aller nicht benötigten Verbraucher nur genügend Energie für einen einzigen automatischen Kopplungsversuch mit der Raumstation, was aufgrund von Problemen mit früheren Modulen, die mehrere Andockversuche benötigten, Besorgnis beim Bodenpersonal erregte. Nach Kürzung der Orbitalmanöver und einer beschleunigten Annäherung an die Mir konnte Priroda in Rekordzeit nach nur dreitägigem Flug bereits beim ersten Versuch am 26. April mit dem axialen Andockpunkt am Kopplungsknoten koppeln. Von dort aus erfolgte am nächsten Tag die Umsetzung durch den Roboterarm der Mir an die endgültige radiale Position gegenüber dem bereits installierten Kristall-Modul. Nach der Umsetzung wurde Priroda an das Energiesystem der Mir angeschlossen und von der Besatzung in Betrieb genommen. Die nicht mehr benötigten Versorgungsbatterien im Innenraum wurden entfernt und mit dem unbemannten Transporter Progress M-31 entsorgt.

## Wissenschaftliche Aufgaben

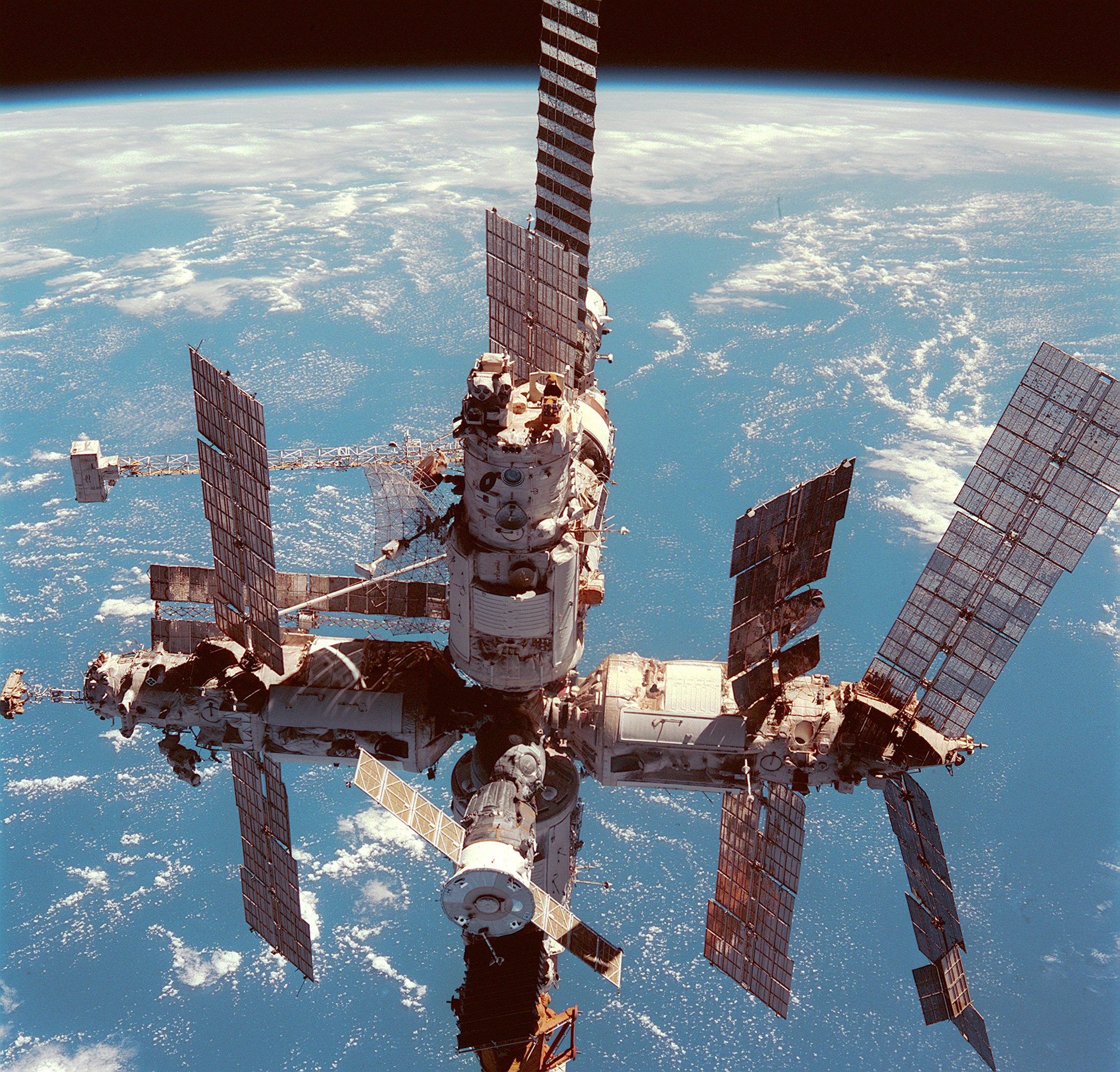
Aufnahme des Mir-Komplexes 1998 mit Priroda (oben, mit Radarantenne aber noch ohne Solarzelle)

Ähnlich den anderen Forschungsmodulen verfügte Priroda über einen nutzbaren Innenraum von rund 65 Kubikmetern, welcher durch ein Schott in zwei Abteilungen aufgeteilt war: Die kleinere außen liegende Instrumentensektion wurde zum Anbringen von Forschungseinrichtungen und als Lagerraum für Experimente und Material genutzt. Der größere Bereich stellte weiteren Wohn- und Arbeitsbereich für die Besatzung der Mir. Zusätzlich wurde die Außenhaut des Moduls zur Anbringung von Experimenten und Sensoren genutzt. Beachtlich ist, dass Priroda im Rahmen internationaler Beteiligung neben Experimenten von Russland und der USA auch Ausgangspunkt für Forschungen von zehn weiteren Nationen, darunter auch Deutschland, war.
Schwerpunkt der Forschungen war die zivile Erderkundung, unter anderem durch Abtastung mit Mikrowellen sowie Infrarot- und Spektralkameras. Mehrere Versuche dienten der Überwachung von Umweltverschmutzung und der Feststellung von Einflüssen der Menschheit auf die Umwelt. Im Rahmen geologischer Untersuchungen und Vermessungen der Erdoberfläche wurden Erz- und Wasservorkommen erforscht und die Entwicklung von Massenrodungen und der dadurch entstehenden Erosion beobachtet. Weiterhin wurden Versuche über Auswirkungen der Ozeane auf die Atmosphäre, die Anreicherung der Atmosphäre mit Gasen sowie Untersuchungen von Meereswellen vorgenommen. Darüber hinaus diente Priroda als Relaisstation in einem russischen Tsunami- und Erdbeben-Frühwarnsystem.
Für die äußere Gestalt von Priroda ist eine seitlich liegende übergroße Radarantenne und das im Rahmen eines Weltraumausstieges nachträglich axial montierte Solarkraftwerk maßgebend.

## Schlussfolgerungen
Obwohl Priroda das jüngste Mir-Modul war, waren während der letzten Mir-Mission im Jahre 2000 Fehler in der Energieversorgung sowie die allgemeine Vernachlässigung des Moduls bereits so weit fortgeschritten, dass die letzte Besatzung keine der in Priroda installierten Einrichtungen mehr in Betrieb nehmen konnte. Damit war Priroda ebenso wie das leckgeschlagene Spektr-Modul ohne aufwendige Reparaturen nicht mehr nutzbar. Weitere Mängel an der alternden Raumstation zerstreuten letzte Hoffnungen, die Mir weiter zu betreiben. Pläne, die Mir ganz oder zumindest teilweise in die neue Internationale Raumstation ISS zu integrieren, wurden daraufhin insbesondere auf Drängen der USA aufgegeben. Dennoch hat Priroda zusammen mit Spektr und anderen Komponenten der Mir wesentlich zur Annäherung der großen Raumfahrtnationen beigetragen. Aufgrund von Erfahrungen mit Priroda und Spektr entschieden sich die USA später dazu, das Sarja-Modul aus der TKS-Serie von Russland vollständig zu kaufen und damit den Grundstein für die Internationale Raumstation zu legen.